# VfR Neuss
Verein für Rasensport 1906 Neuss é uma agremiação esportiva alemã, fundada em 1906, sediada em Neuss, na Renânia do Norte-Vestfália.

## História
Criado em 1906, conhece seu melhor período 60 anos mais tarde, quando chega à Regionalliga West, equivalente na época à Segunda Divisão.
Dissolvido pelos aliados, como todas as associações alemãs, em 1945, o clube foi rapidamente reconstituído. Ao final da temporada 1948-1949, vence a Bezirksklasse e sobe para a Landesliga.
Em 1961, o VfR Neuss foi promovido para a Verbandsliga Niederrhein, que era a mais alta divisão amadora. Permaneceu por cinco temporadas e ao término de 1965-1966, alcança o título ao derrotar Hammer SpVg e Bonner SC na fase final e obter o direito de subir ao segundo nível da hierarquia alemã.
Sua melhor classificação na Regionalliga ocorreu logo na primeira temporada, 8º, em 1967. Permanece na mesma divisão por outras cinco temporadas até ser rebaixado em 1971-1972.
De volta à Verbansliga Niederrhein, o time não consegue retornar à sua melhor fase. Em 1978, perde o acesso à Oberliga Nordrhein, novamente instaurada como terceiro nível, e volta para o quarto módulo.
Durante as duas décadas seguintes, o VfR Neuss alternou entre o quarto e quinto nível da pirâmide do futebol alemão.
Nos anos 90, surgiram boatos de que o clube estaria próximo da falência. Já em 2010, a direção comunica de fato que a equipe está na bancarrota. No entanto, o presidente R. J. Wendt assegurou que a situação não seria suficiente para encerrar as atividades.